# Hemileius haydeni
Hemileius haydeni är en kvalsterart som först beskrevs av Harold G. Higgins och Tyler A. Woolley 1975.  Hemileius haydeni ingår i släktet Hemileius och familjen Hemileiidae. Inga underarter finns listade i Catalogue of Life.